# 大久保豊
大久保豊（おおくぼ ゆたか）は、日本の経営コンサルタント、実業家、社会起業家、経営学者（金融機関経営論）。日本リスク・データ・バンク株式会社代表取締役社長。

## 概要
1984年（昭和59年）、慶應義塾大学経済学部卒業、住友銀行（現、三井住友銀行）入行。英国ケンブリッジ大学 大学院政治経済学部においてMaster of Philosophyを取得。
その後、マッキンゼー・アンド・カンパニー、株式会社鎌倉、日本AT&Tベル研究所など経て、1996年（平成8年）、データ・フォアビジョン株式会社を設立。
2000年（平成12年）には、デフォルト（債務不履行）先にかかる定量情報の共同データベース化を行うため、複数の金融機関による出資のもと、日本リスク・データ・バンク株式会社を設立、代表取締役社長就任（現任）。

## 研究
銀行員としての経験、および、マッキンゼー・アンド・カンパニーでのコンサルタント経験に立脚し、経営学を研究している。具体的な研究分野は金融機関経営論であり、収益管理、ALM、リスク管理などの分野での金融工学を用いた科学的金融機関経営に関する著書が多く、大久保と同じくマッキンゼー・アンド・カンパニーに勤務経験がある安田隆二とともに編著した書籍もある。

## 著作

### 単著
- 大久保豊（著）『スプレッドバンキング』金融財政事情研究会、1996年。ISBN 4322225012
- 大久保豊（著）『不完全なVaR－「バンキング勘定」への適用問題とその解決法』金融財政事情研究会、2008年。ISBN 4322111874
- 大久保豊（著）『“総点検”スプレッドバンキング』金融財政事情研究会、2015年。ISBN 432212660X

### 共著
- 大久保豊 (著), 根本直子 (著), 山本真司 (著), 岸本義之(著), 本島康史 (著) 『銀行経営の理論と実務』金融財政事情研究会、2003年。ISBN 9784322104066
- 大久保豊 (著), 小山靖寛 (著), 岡村進 (著), 山野久雄 (著), 栗谷修輔 (著) 『実践 銀行ALM 』金融財政事情研究会、2006年。ISBN 4322108369
- 大久保豊 (著), 稲葉大明 (著) 『中小企業「格付け」取得の時代―中小企業専用「日本SME格付け」の効用とその実際』金融財政事情研究会、2007年。ISBN 4322110207
- 大久保豊 (著), 稲葉大明 (著) 『中小企業「格付け」取得の時代―中小企業専用「日本SME格付け」の効用とその実際 第2版』金融財政事情研究会、2008年。ISBN 432211315X
- 大久保豊 (著), 尾藤剛(著)『プライムレート革命―脱「貸し渋り」の金融システム』金融財政事情研究会、2009年。ISBN 9784322114034

### 編著
- 安田隆二（編著）,大久保豊（編著）『信用リスク・マネジメント革命――創造的与信判定システムの未来』金融財政事情研究会、1998年。ISBN 4322158714
- 大久保豊(編),(市川智(著),小山靖寛(著),片岡徹也(著)『アーニング・アット・リスク―バンキング勘定のALM』金融財政事情研究会、1997年。ISBN 4322237819

### 監修
- 森本祐司 (著), 野口雅之 (著), 松本崇 (著), 栗谷修輔（著）, 大久保豊 (監修) 『“全体最適”の銀行ALM』金融財政事情研究会、2010年。ISBN 4322116965